# Липа (Генералски Стол)
Липа је насељено место у Карловачкој жупанији у Хрватској. Административно припада општини Генералски Стол.

## Становништво
Према попису становништва из 2001. године, насеље је имало 47 становника у 21 породичних домаћинстава.
Кретање броја становника по пописима 1857—2001.
| година пописа  | 1857. | 1869. | 1880. | 1890. | 1900. | 1910. | 1921. | 1931. | 1948. | 1953. | 1961. | 1971. | 1981. | 1991. | 2001. |
| бр. становника | 113   | 110   | 122   | 128   | 121   | 130   | 113   | 138   | 130   | 106   | 111   | 88    | 78    | 69    | 47    |